# Madagondahalli, Dod Ballapur
Madagondahalli là một làng thuộc tehsil Dod Ballapur, huyện Bangalore Rural, bang Karnataka, Ấn Độ.